# Фалёнское городское поселение
Фалёнское городско́е поселе́ние — упразднённое муниципальное образование в составе Фалёнского района Кировской области России.
Административный центр — посёлок городского типа Фалёнки.

## История
Фалёнское городское поселение образовано 1 января 2006 года согласно Закону Кировской области от 07.12.2004 № 284-ЗО.
5 июля 2011 года в соответствии с Законом Кировской области № 18-ЗО в состав поселения включены все населённые места упразднённого Николаевского сельского поселения.
В январе 2020 года в соответствии с Законом Кировской области от 20.12.2019 № 331-ЗО Фалёнское городское поселение было упразднено и объединено с другими муниципальными образованиями района в Фалёнский муниципальный округ.

## Население
| 2009  | 2010  | 2011  | 2012  | 2013  | 2014  | 2015  |
| ----- | ----- | ----- | ----- | ----- | ----- | ----- |
| 5188  | ↗5545 | ↘5223 | ↗5780 | ↘5626 | ↘5605 | ↘5468 |
| 2016  | 2017  | 2018  | 2019  | 2020  |       |       |
| ↘5392 | ↘5331 | ↘5190 | ↘5025 | ↘4878 |       |       |

## Состав поселения
| №  | Населённый пункт | Тип населённого пункта      | Население |
| -- | ---------------- | --------------------------- | --------- |
| 1  | Бобыли           | деревня                     | 1         |
| 2  | Веселки          | деревня                     | 9         |
| 3  | Демаки           | деревня                     | 5         |
| 4  | Князи            | железнодорожный разъезд     | 0         |
| 5  | Мошни            | деревня                     | 14        |
| 6  | Низево           | село                        | ↘213      |
| 7  | Николаево        | село                        | ↘279      |
| 8  | Первомайский     | посёлок                     | 80        |
| 9  | Русская Сада     | деревня                     | 8         |
| 10 | Рякинцы          | деревня                     | 13        |
| 11 | Ситники          | деревня                     | 4         |
| 12 | Солдари          | деревня                     | 57        |
| 13 | Фалёнки          | пгт, административный центр | ↘4261     |
| 14 | Чепецкий         | участок                     | 0         |
| 15 | Юсово            | деревня                     | 130       |
| 16 | Яровые           | деревня                     | 4         |